# Csesznek
Csesznek (nemško Zeßnegg) je vas s približno 570 prebivalci na Madžarskem, med hribovjema Bakony. Nad naseljem je grad Csesznek, katerega je dal zgraditi baron Jakab Cseszneky. Prvi zapisi o gradu izhajajo iz leta 1263, ki ga izpričujejo kot dediščino plemiške rodbine baronov Cseszneky. Tudi naselje Csesznek je dobilo ime po plemiški rodbini Csesznekyjev.